# Mel Harris
Mel Harris (Bethlehem, Pensilvania, Estados Unidos, 12 de julio de 1956) es una actriz estadounidense conocida por haber interpretado a Hope Murdoch Steadman en la serie dramática de ABC Thirtysomething (1987-1991), por la que recibió una nominación al Globo de Oro en 1990.

## Primeros años y educación
Harris nació en Bethlehem, Pensilvania, hija de Mary Michael "Mike", profesora de ciencias en un instituto y de Warren Harris, entrenador de fútbol en el Instituto de Bethlehem y en la Universidad de Princeton. La actriz creció en North Brunswick, Nueva Jersey y se graduó en el Instituto de New Brunswick en 1974.

## Carrera
En 1985, poco antes de su debut como actriz en 1986, Harris apareció como concursante en el programa de televisión Pyramid, presentado por Dick Clark. En 1991, la actriz volvió al programa como invitada, esta vez con John Davidson de presentador.

### Televisión
Harris hizo su debut televisivo en 1986, con un pequeño papel que interpretaba a la novia de un personaje en un episodio de El nuevo Alfred Hitchcock presenta. Tras otras pequeñas apariciones en series entre 1986 y 1987, Harris obtuvo su primer papel protagonista en la serie producida por ABC, Thirtysomething (1987-1991). Interpretaba a Hope Murdoch Steadman, y fue nominada por su papel al Globo de Oro a la mejor actriz de serie de televisión dramática.
En 1989, Harris interpretó a Madge Oberholtzer en la miniserie Cross of Fire. En los años 90, Harris obtuvo muchos papeles protagonistas en películas y series para televisión, como The Burden of Proof (1992), Ultimate Betrayal (1994) y The Women of Spring Break (1995). De 1996 a 1998, protagonizó junto a Jere Burns en la comedia de situación producida por la NBC Something So Right. La serie fue cancelada después de dos temporadas. 
A partir de los años 2000, Harris ha aparecido en varias series de televisión como Touched by an Angel, Stargate SG-1, The WestWing (El ala oeste de la Casa Blanca), JAG y Mentes criminales. En 2007, fue parte del reparto recurrente de la serie Saints & Sinners, de la cadena MyNetworkTV. En estos años, Harris comenzó a trabajar también como guionista. Fue la creadora y productora ejecutiva del capítulo piloto de Scruples, serie dramática de la ABC basada en la novela con el mismo título escrita en 1978 por Judith Krantz. Tras una interrupción de seis años fuera de la pantalla, reapareció en dos capítulos de Law & Order: Special Victims Unit. En 2016, la actriz obtuvo un papel protagonista en la serie dramática distribuida por Hulu, Shut Eye y de 2017 a 2018 actuó frecuentemente en la serie cómica Imposters.
En enero de 2020, la ABC anunció que se estrenaría una secuela de Thirtysomething, donde Harris volvería a participar junto al reparto original, entre ellos Ken Olin, Patricia Wettig y Timothy Busfield. Sin embargo, en junio de 2020 la productora decidió no seguir adelante con el proyecto.

### Cine
Harris hizo su debut cinematográfico con un papel en la película de acción Wanted: Dead or Alive (1987), que protagonizaba Rutger Hauer. Durante su participación en la serie Thirtysomething, protagonizó asimismo la película de terror Cameron's Closet (1988) y la comedia de acción Superagente K-9 (1989). Ese mismo año, la revista de moda Harper's Bazaar la nombró como "una de las diez mujeres más bellas de América".
Harris coprotagonizó el thriller psicológico Raising Cain (1992) y al año siguiente se desempeñó como protagonista en el thriller Suture (1993). Ha participado en otros filmes como The Pagemaster (1994), Hangmans's Curse (2003) y The Lodger (2009). 

## Vida personal
Harris ha contraído matrimonio seis veces. Estuvo casado con David Silbergeld de 1978 a 1979, con Brian Kilcommons de 1980 a 1982, con el fotógrafo David Hume Kennerly de 1983 a 1988, con el actor Cotter Smith de 1988 a 1996 y con el banquero Michael Toomey de 2001 a 2006. Está casada con el guionista y productor Bob Brush desde 2009.

## Filmografía

### Películas
| Año  | Título                               | Role                     | Notas         |
| ---- | ------------------------------------ | ------------------------ | ------------- |
| 1987 | Wanted: Dead or Alive                | Terry                    |               |
| 1988 | Cameron's Closet                     | Nora Haley               |               |
| 1989 | Superagente K-9                      | Tracy                    |               |
| 1992 | Raising Cain                         | Sara                     |               |
| 1993 | Primos lejanos                       | Katherine Junio Sullivan |               |
| 1993 | Suture                               | Dra. Renée Descartes     |               |
| 1993 | Wind Dancer                          | Susan Allen              |               |
| 1994 | The Pagemaster                       | Claire Tyler             |               |
| 1999 | Sonic Impact                         | Copiloto Jennifer Blake  |               |
| 2001 | Firetrap                             | Cordelia Calloway        |               |
| 2003 | Hangman's Curse                      | Sara Springfield         |               |
| 2004 | Dynamite                             | Faye Baxter              |               |
| 2005 | The Naked Brothers Band: la película | Mel Harris               | Cameo         |
| 2005 | Purple Heart                         | Dra. Harrison            |               |
| 2006 | Arc                                  | Charlie                  |               |
| 2009 | The Lodger                           | Margaret                 |               |
| 2009 | Imagine That                         | Maggie Johnson           | Sin acreditar |
| 2020 | King of Knives                       | Kathy                    |               |

### Televisión
| Year      | Title                                       | Role                        | Notes                                                                                               |
| --------- | ------------------------------------------- | --------------------------- | --------------------------------------------------------------------------------------------------- |
| 1986      | Alfred Hitchcock Presents                   | Novia                       | Episodio: "A Very Happy Ending"                                                                     |
| 1986      | Heart of the City                           | Anne                        | Episodio: "Working Without a Net"                                                                   |
| 1986      | The Wizard                                  | Jane Whittier               | Episodio: "Trouble in the Stars"                                                                    |
| 1987      | Rags to Riches                              | Jessica                     | Episodio: "First Love"                                                                              |
| 1989      | Cross of Fire                               | Madge Oberholtzer'          | Película para televisión                                                                            |
| 1989      | My Brother's Wife                           | Eleanor Goldberg-Rusher     | Película para televisión                                                                            |
| 1987–1991 | Thirtysomething                             | Hope Murdoch Steadman       | Personaje principal Nominada — Globo de Oro a la mejor actriz de serie de televisión - Drama (1990) |
| 1992      | The Burden of Proof                         | Sonia Klonsky               | Miniserie                                                                                           |
| 1992      | Grass Roots                                 | Kate Rule                   | Película para televisión                                                                            |
| 1992      | Child of Rage                               | Jill Tyler                  | Película para televisión                                                                            |
| 1993      | With Hostile Intent                         | Kathy Arnold                | Película para televisión                                                                            |
| 1993      | Desperate Journey: The Allison Wilcox Story | Allison Wilcox              | Película para televisión                                                                            |
| 1994      | Ultimate Betrayal                           | Susan Rodgers               | Película para televisión                                                                            |
| 1994      | The Spider and the Fly                      | Dianna Taylor               | Película para televisión                                                                            |
| 1994      | Broken Lullaby                              | Jordan Kirkland             | Película para televisión                                                                            |
| 1995      | The Women of Spring Break                   | Claire                      | Película para televisión                                                                            |
| 1995      | The Secretary                               | Ellen Bradford              | Película para televisión                                                                            |
| 1995      | Sharon's Secret                             | Laurel O'Connor             | Película para televisión                                                                            |
| 1995      | Raising Caines                              | Julie Caine                 | Seis episodios                                                                                      |
| 1996      | A Case for Life                             | Liz                         | Película para televisión                                                                            |
| 1996      | The Outer Limits                            | Dr. Christina Markham       | Episodio: "Paradise"                                                                                |
| 1996      | What Kind of Mother Are You?                | Mrs. Laura Hyler            | Película para televisión                                                                            |
| 1997      | Murder, She Wrote: South by Southwest       | Sarah McLeish / Judy Taylor | Película para televisión                                                                            |
| 1996–1998 | Something So Right                          | Carly Davis                 | Papel protagonista, 38 episodios                                                                    |
| 1999      | Dawson's Creek                              | Helen Lindley               | Episodio: "Guess Who's Coming to Dinner"                                                            |
| 2000      | Out of Time                                 | Annie Epson                 | Película para televisión                                                                            |
| 2000      | Madigan Men                                 | Dr. Ivy Castelli            | Episodio: "Love and Dermatology"                                                                    |
| 2001      | Touched by an Angel                         | Kelly Rockhill              | Episodio: "The Lord Moves in Mysterious Ways"                                                       |
| 2001      | The Retrievers                              | Karen Lowry                 | Película para televisión                                                                            |
| 2002      | Strong Medicine                             | Biddy Hightower             | Episodio: "Recovery Time"                                                                           |
| 2002      | Another Pretty Face                         | Diana Downs                 | Película para televisión                                                                            |
| 2004      | North Shore                                 | Mrs. Jensen                 | Episodio: "Illusions"                                                                               |
| 2002–2005 | Stargate SG-1                               | Oma Desala                  | Episodios: "Meridian", "Reckoning: Parte 1" y "Threads"                                             |
| 2005      | The West Wing                               | Ricky Rafferty              | Episodio: "Drought Conditions"                                                                      |
| 2005      | Jake in Progress                            | Tally Hughes                | Episodio: "Ubusy?"                                                                                  |
| 2005      | JAG                                         | Dora Cresswell              | Episodios: "Straits of Malacca" y "Death at the Mosque"                                             |
| 2005      | Out of the Woods                            | Beth Fleming                | Película para televisión                                                                            |
| 2006      | E-Ring                                      | U.S.Ambassador to Spain     | Episodio: "The General"                                                                             |
| 2006      | Cold Case                                   | Grace Anderson              | Episodio: "Superstar"                                                                               |
| 2006      | House                                       | Barbara Bardach             | Episodio: "Safe"                                                                                    |
| 2006      | CSI: NY                                     | Julie Rollins               | Episodio: "And Here's to You, Mrs. Azrael"                                                          |
| 2006      | Mentes criminales                           | Congresswoman Steyer        | Episodio: "Sex, Birth, Death"                                                                       |
| 2007      | Close to Home                               | Beth Murphy                 | Episodio: "Maternal Instinct"                                                                       |
| 2007      | Cane                                        | Constance Hughes            | Episodio: "Open and Shut"                                                                           |
| 2007      | Saints & Sinners                            | Sylvia Capshaw              | Principal, 61 episodios                                                                             |
| 2013–2014 | Law & Order: Special Victims Unit           | Eileen Switzer              | Episodios: "Rapist Anonymous" y "Amaro's One-Eighty"                                                |
| 2015      | Crazy Ex-Girlfriend                         | Shawna                      | Episodio: "My Mom, Greg's Mom and Josh's Sweet Dance Moves!"                                        |
| 2016      | Shut Eye                                    | Nadine Davies               | 9 episodios                                                                                         |
| 2017–2018 | Imposters                                   | Margaret Jonson             | 5 episodios                                                                                         |

## Premios y nominaciones

### Globos de Oro
| Año  | Categoría                                                     | Serie           | Resultado |
| ---- | ------------------------------------------------------------- | --------------- | --------- |
| 1990 | Globo de Oro a la mejor actriz de serie de televisión - Drama | Thirtysomething | Nominada  |